# 比克圣凯赖斯特
比克圣凯赖斯特（匈牙利語：Bükkszentkereszt）是匈牙利包尔绍德-奥包乌伊-曾普伦州所辖的一个村。总面积26.97平方公里，总人口1185，人口密度43.9人/平方公里（2011年1月1日）。